# Palacio Municipal de Guadalajara
El Palacio Municipal de Guadalajara, ubicado en el centro histórico de la ciudad de Guadalajara, Jalisco, México, es la sede del Ayuntamiento de Guadalajara.

## Edificios anteriores
La capital jalisciense se fundó el 14 de febrero de 1542 por el conquistador Cristóbal de Oñate. El día siguiente el virrey Antonio de Mendoza junto a otros españoles prominentes colocó la primera piedra de la primera casa consistorial de la naciente ciudad. El sencillo edificio de una planta de adobe permaneció por 18 años donde hoy se encuentra el Edificio Camarena, frente a la Plaza Fundadores. El traslado de la Real Audiencia de Compostela a Guadalajara consolidó esta última como la capital de Nueva Galicia. El tribunal se mudó a la casa consistorial, necesitando la construcción de una nueva. Provisionalmente se edificó la segunda casa consistorial en la mitad norte donde hoy se encuentra el Palacio de Gobierno de Jalisco. Permaneció allí entre 1561 y 1655. La tercera casa consistorial, conocida como la Casa del Cabildo, se asentó en la esquina de Morelos y Liceo donde hoy se encuentra la Plaza de la Liberación. El edificio de dos plantas permaneció allí por 269 años. Su puerta principal veía hacia el Palacio de Gobierno y sobre ella había un balcón con tres escudos de armas. El cuarto palacio municipal se ubicaba en el sitio actual del palacio municipal, en el ex Palacio Arzobispal. Permaneció allí entre 1915 y 1948. Por iniciativa del gobernador José de Jesús González Gallo como parte de su gran renovación urbana del centro histórico se demolió el ex Palacio Arzobispal para construir el nuevo palacio municipal, forzando otra mudanza del ayuntamiento. El quinto palacio municipal estuvo ubicada en el claustro del convento de Santa María de Gracia donde hoy se encuentra la Escuela de Artes Plásticas del Centro Universitario de Arte Arquitectura y Diseño de la Universidad de Guadalajara.

## El nuevo palacio municipal

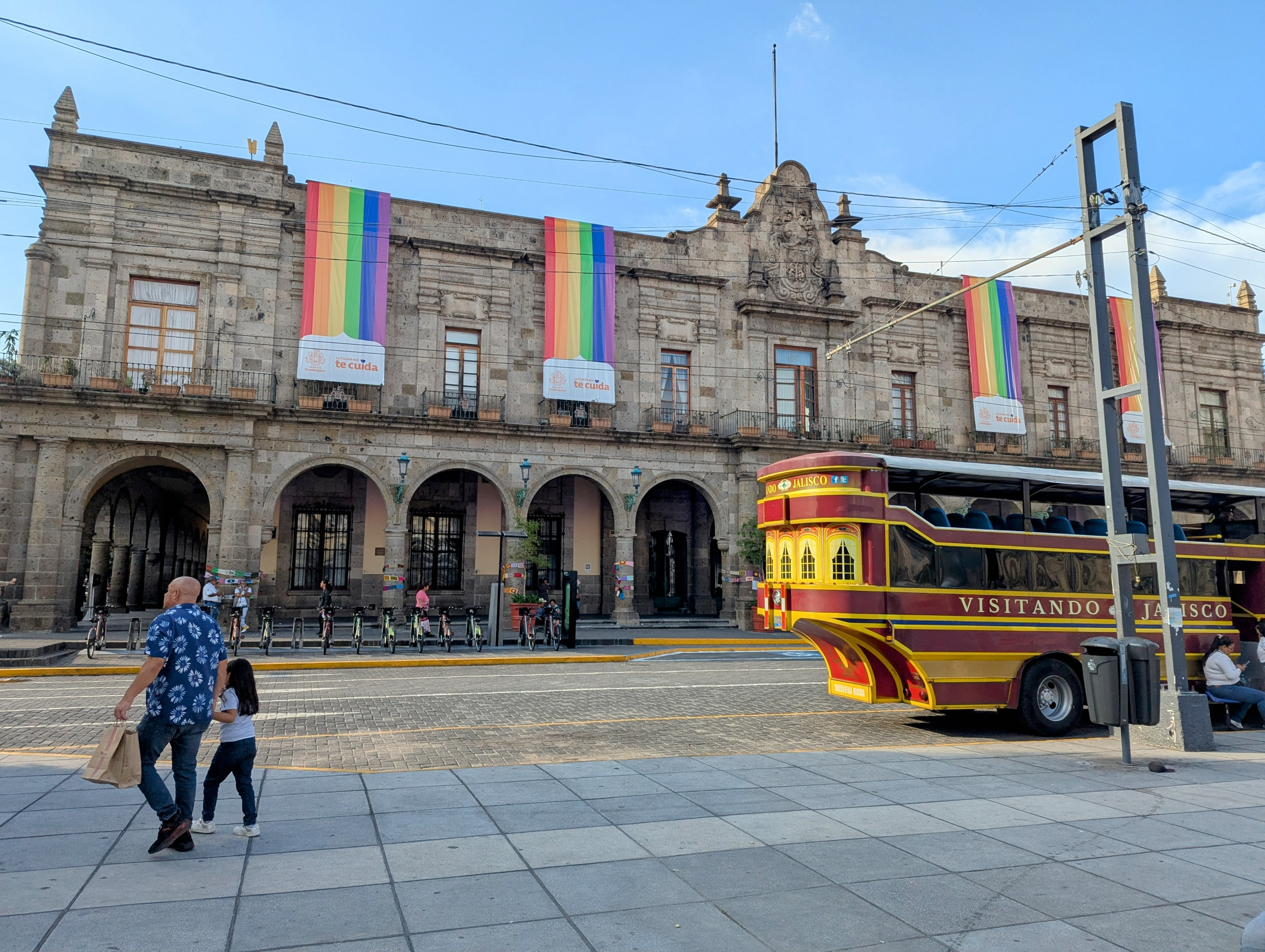
El Palacio Municipal adornado con banderas del orgullo LGBT en 2025.

No fue hasta 1948 que se le dio una sede definitiva para el ayuntamiento. Se eligió la manzana que ocupaba la Casa de Moneda y el Palacio Arzobispal, edificios de la época virreinal. La construcción del nuevo edificio neocolonial estuvo a cargo del arquitecto Vicente Mendiola y el ingeniero Marcelino Rodríguez Orozco, siendo inaugurada el 31 de diciembre de 1952. En su estilo se emplearon formas clásicas, empleadas continuamente por Mendiola, renunciando a la corriente funcionalista que estaba de moda en aquellos tiempos en la arquitectura mexicana, por ejemplo los arcos de medio punto con columnas dóricas. Tiene un patio central rodeado de cinco arcos en cada lado y con escaleras y pasillos. Se buscó una fachada para armonizar el edificio con la arquitectura del centro histórico, creando un pórtico que cuenta con once arcos en cada lado y en la parte central el escudo de armas de la ciudad. Se tomaron elementos de los demás edificios en su entorno.
En la planta baja del edificio se ubica la sede de las atención al público, la planta alta alberga las oficinas de la presidencia municipal y las regidurías. Posee dos recintos solemnes: el Salón de los Presidentes y el de Cabildos. El del cabildo tiene un estilo de fines del siglo XIX y se usa para conferencias históricas y en la de la presidencia se exhiben esculturas de personajes como Agustín Yáñez, Clemente Aguirre, Manuel López Cotilla y Pedro Moreno. Hay maquetas de la Rotonda de los Jaliscienses Ilustres y obras del escultor Roberto Ramírez Acal.
Sin embargo, las obras artísticas que más resaltan son los cinco murales creados por el pintor Gabriel Flores en 1964 ubicadas en los paneles del cubo de la escalera del edificio que cuentan una reseña histórica de Nueva Galicia. Se titulan: la Conquista española, la Caída de Pedro de Alvarado, la Fundación de Guadalajara, la Conquista espiritual y el Paseo del Pendón.

## Galería

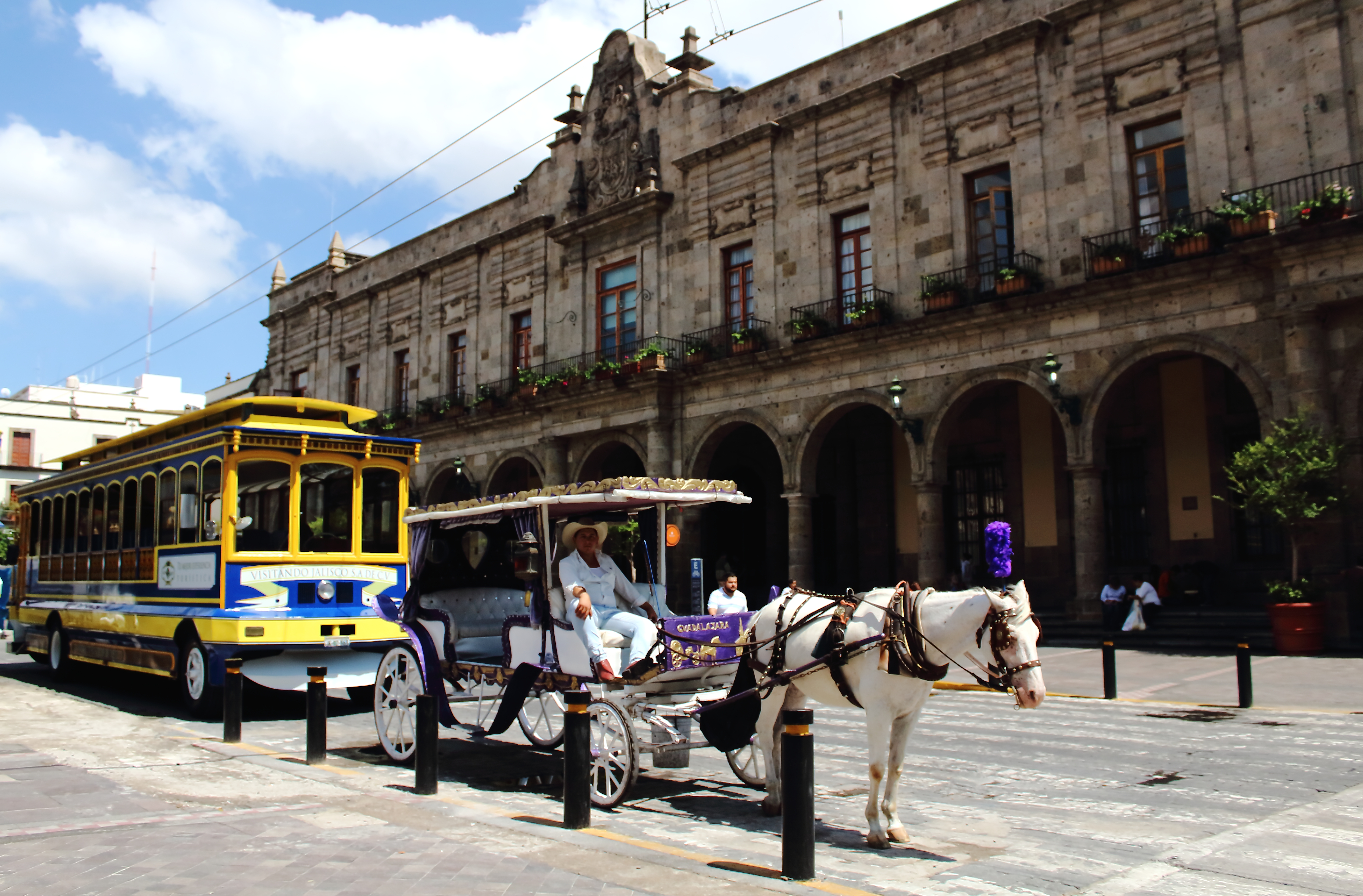
Vista del palacio con los tradicionales carruajes.
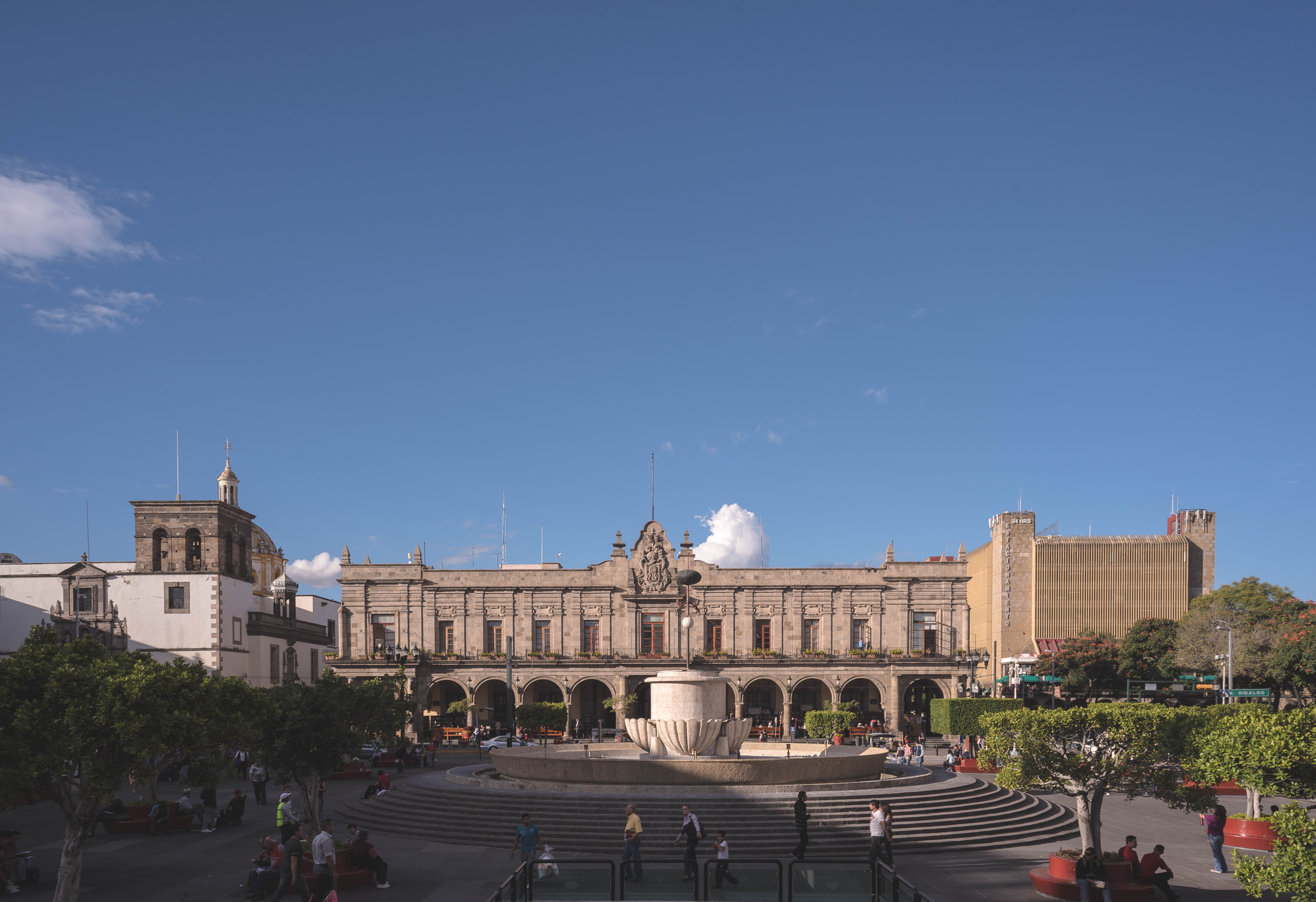
Vista desde la plaza Guadalajara con el templo de la Merced en la izquierda.
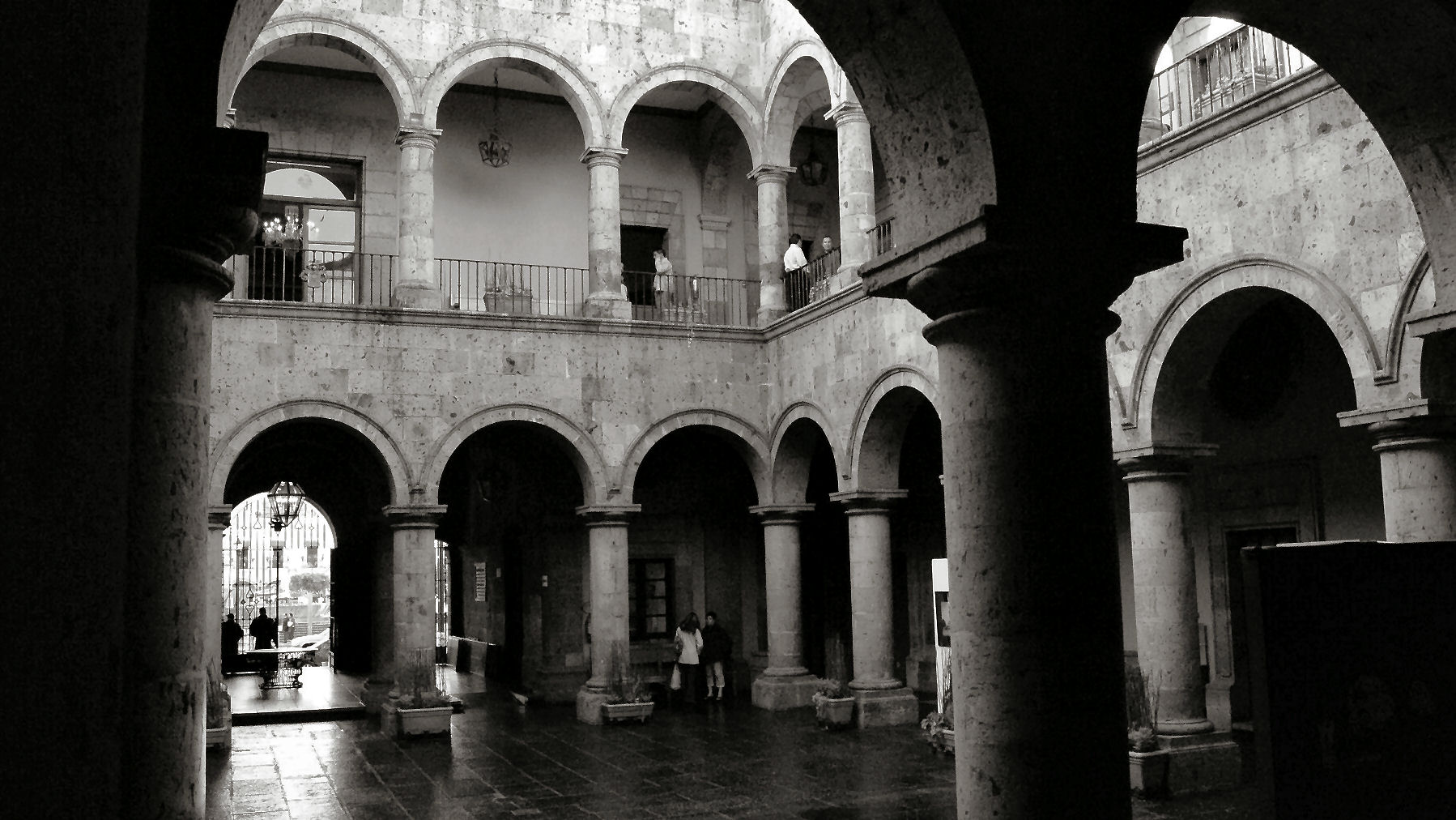
El patio central.
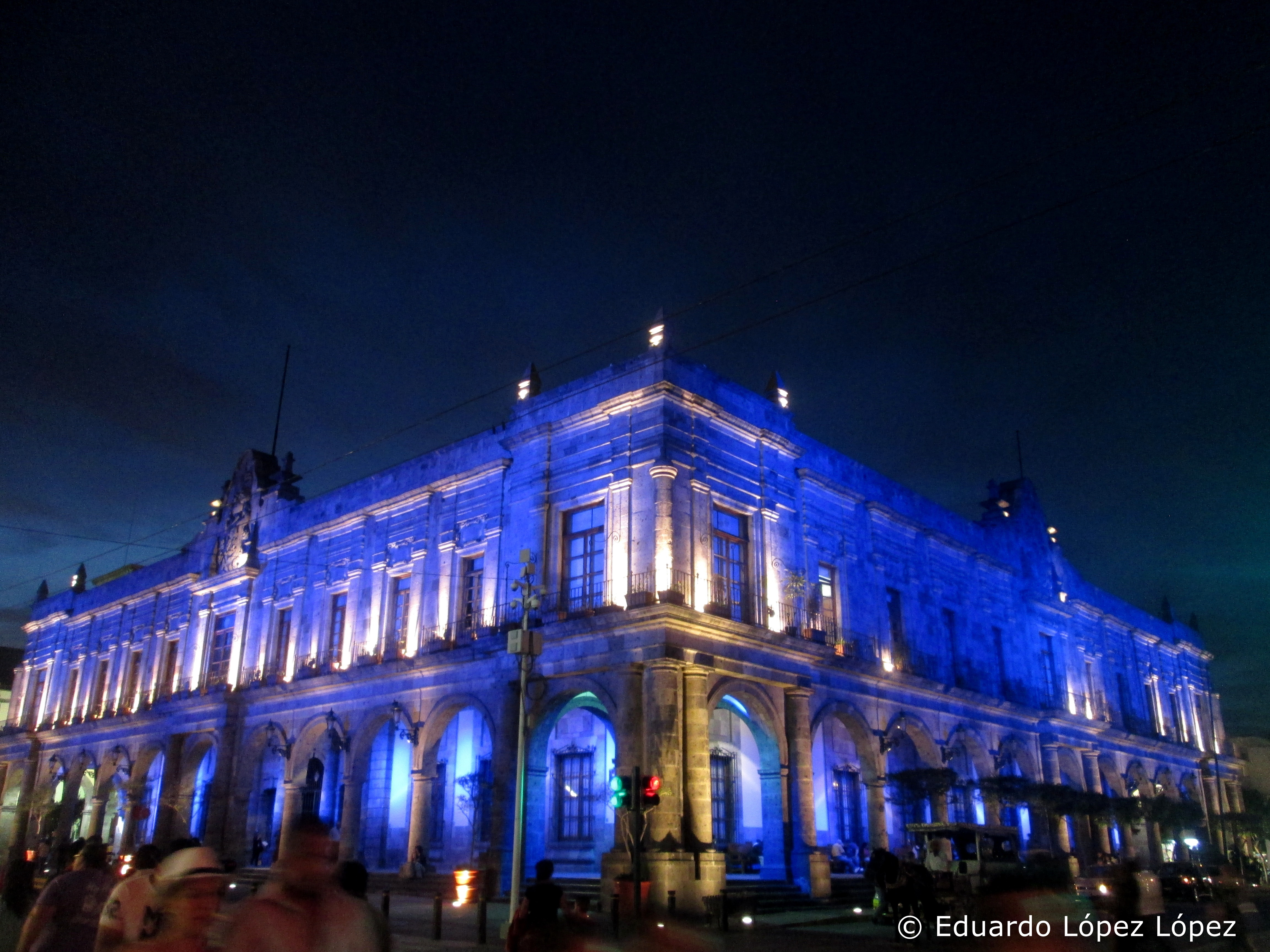
El palacio de noche.